# Liaoningosaurus
Liaoningosaurus („ještěr z Liao-ningu“) je rod nejmenšího známého ankylosaurního dinosaura. Žil na území dnešní Číny v období spodní křídy, asi před 122 miliony let.

## Popis
Holotyp (IVPP V12560) je kostra nedospělého jedince, který měřil pouhých 34 cm. Je tak zdaleka nejmenším známým zástupcem své skupiny, jejímž největším představitelem je naopak populární Ankylosaurus. Přesné rozměry tohoto dinosaura v době dospělosti však nejsou známé.

## Historie
Liaoningosaurus byl vědecky popsán v roce 2001 ze sedimentů souvrství Yixian, která pochází časově z křídového stupně Barremu (asi před 130 až 122 miliony let). Tento ankylosaur vykazuje směsici podivných znaků, které z něho dělají poněkud špatně identifikovatelný taxon. V roce 2016 byla publikována studie o novém jedinci, který měl ve své břišní dutině zachovány kostry ryb. Pokud je správná interpretace nálezu, pak jde možná o první známý doklad masožravosti u ptakopánvých dinosaurů. Příbuzným rodem by mohl být další čínský taxon Chuanqilong. Není také jisté, zda tento bizarní dinosaurus nebyl obojživelnou formou.